# Zoran Sokolović
Zoran Sokolović (Sarajevo, 2 giugno 1965) è un bobbista bosniaco.

## Biografia
Insieme al fratello Ognjen Sokolović, prese parte alle Olimpiadi invernali di Sarajevo 1984 con la Nazionale di bob della Jugoslavia, classificandosi al 24º posto con il bob a quattro.
Dopo l'indipendenza della Bosnia ed Erzegovina, prese parte ai Giochi invernali di Lillehammer 1994 e Nagano 1998 con la Nazionale di bob della Bosnia ed Erzegovina.